# سفری‌حصار
سفری‌حصار (به ترکی استانبولی: Seferihisar}} یک ناحیه ساحلی در ترکیه است که در استان ازمیر واقع شده‌است.

## خواهرخوانده
شهر مورگان هیل، کالیفرنیا خواهرخواندهٔ سفری‌حصار هست.